# لافينيا غودل
لافينيا غودل (بالإنجليزية: Lavinia Goodell)‏ هي محامية أمريكية، ولدت في 2 مايو 1839، وتوفيت في 31 مارس 1880 بسبب سرطان.